# Sygic
Sygic (saɪdʒɪk) est une société slovaque de systèmes mondiaux de navigation automobile pour téléphones mobiles et tablettes. La société a été fondée en 2004 et est basée à Bratislava, en Slovaquie. Elle est devenue la première entreprise à proposer la navigation pour iPhone et la seconde pour Android. 
En 2015, Sygic a atteint le cap des 100 millions de téléchargements de son application de navigation.

## Histoire
La société a été fondée en 2004 par Michal Štencl, Martin Kališ et Peter Pecho. Michal Štencl était le PDG de Sygic dès sa création .
En 2009, Sygic est devenue la première entreprise au monde à proposer la navigation GPS pour iPhone.
La société a atteint en 2015 le cap des 100 millions de téléchargements de son application de navigation.
En 2016, Sygic a fait l'acquisition de la start-up tchèque Tripomatic pour étendre ses services à la planification et à la gestion des voyages.

## Vue d'ensemble
Les systèmes de navigation Sygic fonctionnent sur les téléphones portables et les tablettes avec GPS et utilisent des signaux d'écran et audio pour fournir des informations de porte à porte pour un voyage bien orienté, des avertissements de radars/de radars de police et de circulation en direct, des places de stationnement et des suggestions de prix de l'essence.
La navigation GPS de Sygic se concentre sur sur sa grande facilité d'utilisation. Il peut être utilisé à la fois en ligne et hors ligne, fonctionne sur les systèmes d'exploitation Android, Android Auto, iOS, iPadOS, Windows Phone et Symbian, propose des cartes pour plus de 200 pays dans le monde et fonctionne dans plus de 30 langues.
La navigation Sygic utilise les cartes 2D et 3D de TomTom pour une utilisation en ligne et hors ligne,.
Les utilisateurs de la navigation GPS de Sygic peuvent télécharger des cartes sur leurs appareils et les utiliser lorsqu'ils ont besoin de navigation mais n'ont pas besoin de connexion Internet. Sygic optimise les tailles de téléchargement de données pour permettre aux utilisateurs d'utiliser des cartes hors ligne tout en utilisant le minimum de mémoire sur leurs appareils,[source secondaire nécessaire].
Le logiciel GPS de Sygic est disponible dans le monde entier dans plus de 30 langues, dont le chinois, l'arabe, le persan, le grec, le russe et de nombreuses langues européennes. En 2016, Sygic a créé un projet de traduction sur Crowdin « dédié à la localisation de l'application Sygic dans toutes les langues ». La localisation du projet est ouverte au public qui peut contribuer au catalan, ourdou, persan, malais, tamoul, letton et autres langues.
Les informations de trafic en temps réel sont basées sur TomTom Traffic. Les informations trafic sont collectées auprès de plus de 400 millions de conducteurs et mises à jour toutes les 2 minutes. « Les données GPS sont collectées à partir d'appareils de navigation personnels connectés (PND), d'appareils GPS de flotte commerciale, de signaux de téléphones mobiles, de capteurs routiers, de données journalistiques, de smartphones et de systèmes de tableau de bord de voiture. ». Les utilisateurs ne signalent rien - les données sont collectées automatiquement et de manière anonyme.

## Confidentialité
NRK (service de radiodiffusion national norvégien) a publié un rapport sur le partage de données par Sygic avec des courtiers en données comme Gravy Analytics, qui fait partie de Ventell à des fins telles que la détection des fraudes, l'application de la loi et la sécurité nationale. Le RGPD fixe des limites et des exigences strictes quant à ce que les entreprises peuvent faire avec nos informations personnelles. Selon les avocats, cela enfreint le RGPD. Cependant, ni Gravy Analytics ni Ventell ne sont des partenaires de Sygic, et il n'y a aucune preuve du fait que la source des données auxquelles il est fait référence est Sygic.

## Récompenses
Sygic a été cité par Deloitte comme :
- 6e entreprise technologique à la croissance la plus rapide en Europe centrale et orientale pour les années 2007 et 2008[15]
- 2e société technologique à la croissance la plus rapide en Europe centrale et orientale pour l'année 2009[16]
- 3e société technologique à la croissance la plus rapide en Europe centrale et orientale pour l'année 2010 et n°143 en EMEA[réf. nécessaire]

De plus, il y a :
- Global Champion Award 2021 décerné par la plate-forme Emerging Europe[17]
- Superbrands Slovakia Award 2021 du Superbrands Brand Council[18]
- Top CES (Consumer Electronics Show) Innovation Award 2020 pour les feux de circulation en temps réel dans la navigation GPS Sygic[réf. nécessaire]
- Innovation Radar Prize 2018 pour l'algorithme de routage intelligent de Sygic[19]

## Adhésions
L'entreprise est membre de la Coalition for App Fairness (en) et de l'association CharIN.